# Guard Interval

Erzeugung und Position des OFDM-Guard Interval

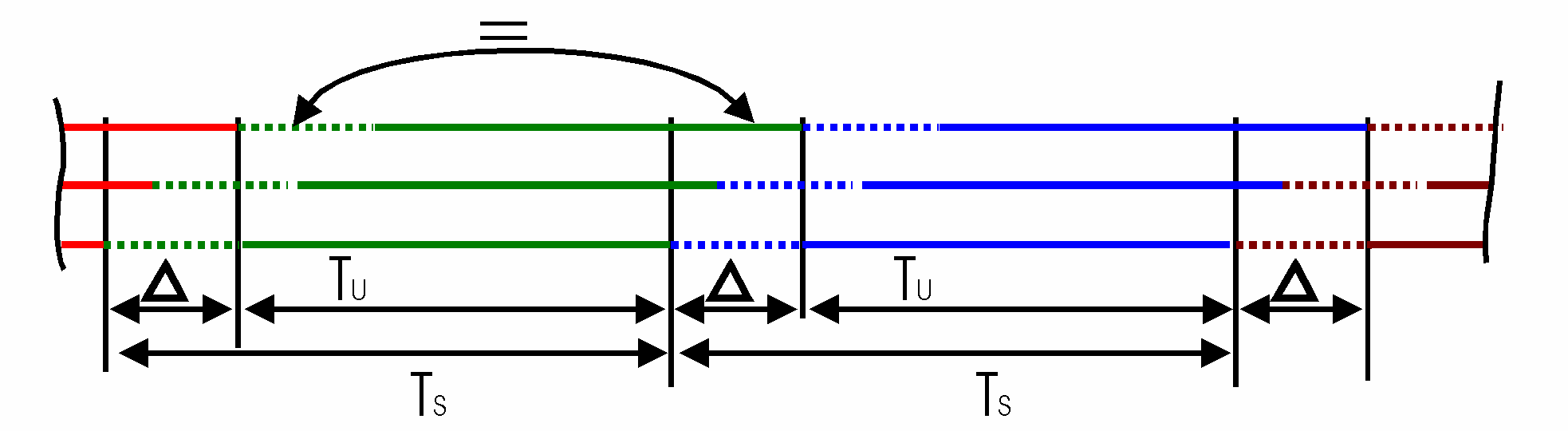
Timing beim Empfang von mehreren OFDM-Signalquellen

Ein englisch Guard Interval, auch Schutzintervall genannt, wird in der Nachrichtentechnik eingesetzt, um zu verhindern, dass sich bestimmte Übertragungen vermischen. Sie erhöhen die Störfestigkeit gegenüber Ausbreitungsverzögerungen, gegen die digitale Daten in der Regel sehr anfällig sind. Ausbreitungsverzögerungen werden verursacht durch Verzögerungsspreizung (delay spread) oder durch den Dopplereffekt. Verzögerungsspreizung (delay spread) tritt bei Mehrwegempfang oder beim Betrieb eines Gleichwellennetzes auf. Die Länge des Guard Intervals entscheidet dabei, wie störanfällig eine Übertragung ist. Je länger ein solches Intervall ist, desto besser schützt es gegen Störungen, desto geringer wird allerdings auch die Kanaleffektivität.
Bei OFDM geht jedem Symbol ein Guard Interval voraus, welches eine Kopie des Signalverlaufs am Ende des Symbols enthält. Störungen, wie Signalechos oder zeitverzögerter Empfang von anderen Aussendungen mit gleichem Signalverlauf (Gleichwellennetz), deren zeitlicher Gesamtabstand die der Dauer des Guard Intervals unterschreitet, können beim Empfänger durch eine geeignete Wahl des Auswertebereiches (FFT-Fenster) korrigiert werden.
Bei TDMA endet die Zeitspanne jedes Benutzers mit einem Guard Interval, um den Einfluss von Übertragungsverzögerungen zu begrenzen und dadurch Datenverlust zu verhindern und Störbeeinflussung des folgenden Benutzers zu vermindern.